# Mundaring Shire
Koordinaten: 31° 54′ S, 116° 10′ O

Das Shire of Mundaring ist ein lokales Verwaltungsgebiet (LGA) im australischen Bundesstaat Western Australia. Mundaring gehört zur Metropole Perth, der Hauptstadt von Western Australia. Das Gebiet ist 645 km² groß und hat etwa 38.000 Einwohner (2016).
Mundaring liegt am östlichen Rand des Stadtgebiets von Perth etwa 20 bis 50 Kilometer entfernt vom Stadtzentrums. Der Sitz des Shire Councils befindet sich im Stadtteil Mundaring, wo etwa 3000 Einwohner leben (2016).

## Verwaltung
Der Mundaring Council hat zwölf Mitglieder. Sie werden von den Bewohnern der vier Wards (je drei aus South, East, West und Central Ward) gewählt. Aus dem Kreis der Councillor rekrutiert sich auch der Ratsvorsitzende und Shire President.